# موقع طبيعي مقدس
الموقع الطبيعي المقدس هو ميزة طبيعية أو مساحة كبيرة من الأرض أو الماء لها أهمية روحية خاصة عند الشعوب والمجتمعات. تتكون المواقع الطبيعية المقدسة من جميع أنواع المعالم الطبيعية بما في ذلك الجبال والتلال والغابات والبساتين والأشجار والأنهار والبحيرات والكهوف والجزر والينابيع. إن الاهتمام بالمواقع الطبيعية المقدسة، من منظور الحفاظ على الطبيعة، يكمن في عنصر التنوع البيولوجي الذي تأويه.